# Калимантан
Калиманта́н (индон. Kalimantan), или Борне́о (малайск. Borneo), — третий по величине остров в мире; единственный морской остров, разделённый между тремя государствами, которые являются членами ООН: Индонезией, Малайзией и Брунеем. Площадь — 743 330 км². Остров находится в центре Малайского архипелага в Юго-Восточной Азии.
Остров был открыт для европейцев в 1521 году мореплавателями из экспедиции Магеллана.

## Этимология

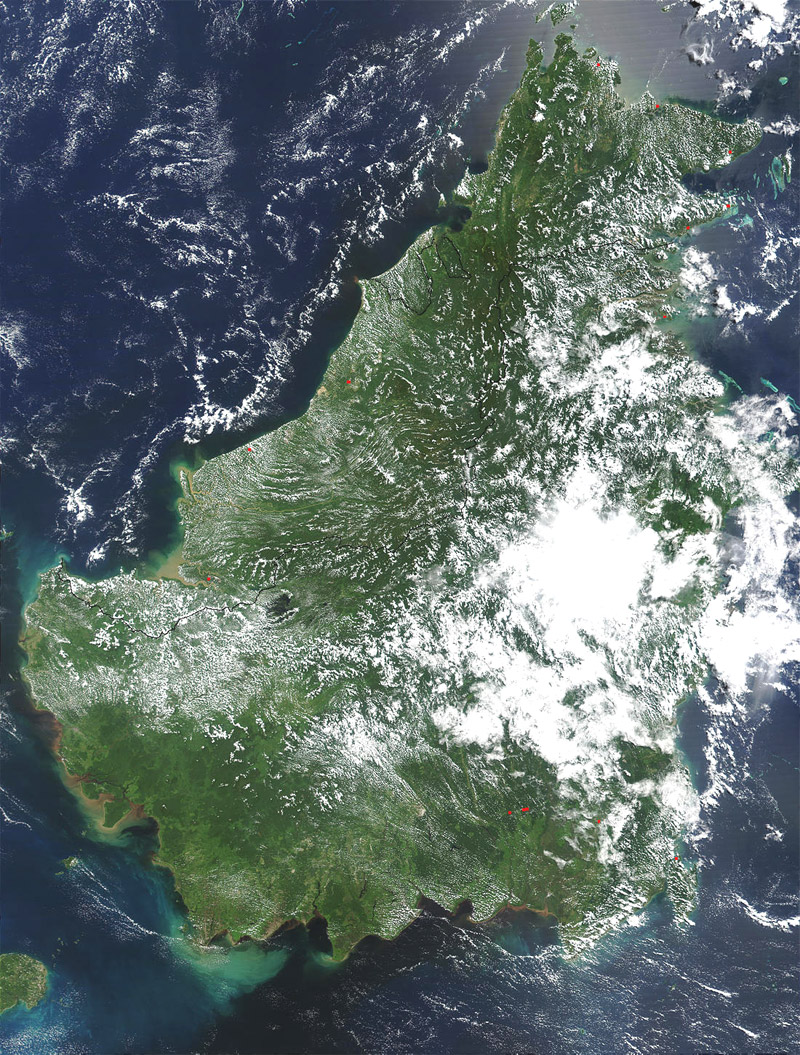
Калимантан из космоса

Остров известен под многими именами. На английском языке он известен как Борнео. Это слово произошло от названия города Бруней.
Жители Индонезии называют остров «Калимантан». У этого слова есть несколько версий происхождения. По одной из них, оно происходит от санскритского слова «Kalamanthana», что означает «остров жгучей погоды» (из-за жаркой и влажной тропической погоды на острове). По самой распространённой версии, слово «Калимантан» происходит от названия местного племени клемантанов. Есть и другие варианты перевода: «земля манго» и «алмазная река».

## География
Калимантан окружён Южно-Китайским морем на севере и северо-западе, морем Сулу на северо-востоке, морем Сулавеси и Макасарским проливом на востоке, Яванским морем и проливом Каримата на юге. К западу находится полуостров Малакка и остров Суматра. К югу находится остров Ява. К востоку расположен остров Сулавеси. К северо-востоку идут острова, принадлежащие Филиппинам.
С площадью 743 330 км², это третий по величине остров в мире (хотя лишь немного меньше расположенной восточнее Новой Гвинеи) и самый крупный остров Азии. Его протяжённость с юго-запада на северо-восток составляет 1100 км.
Наивысшей точкой на острове является гора Кинабалу (4095 м) в малайском штате Сабах. В этой же части острова находится действующий вулкан Бомбалай.

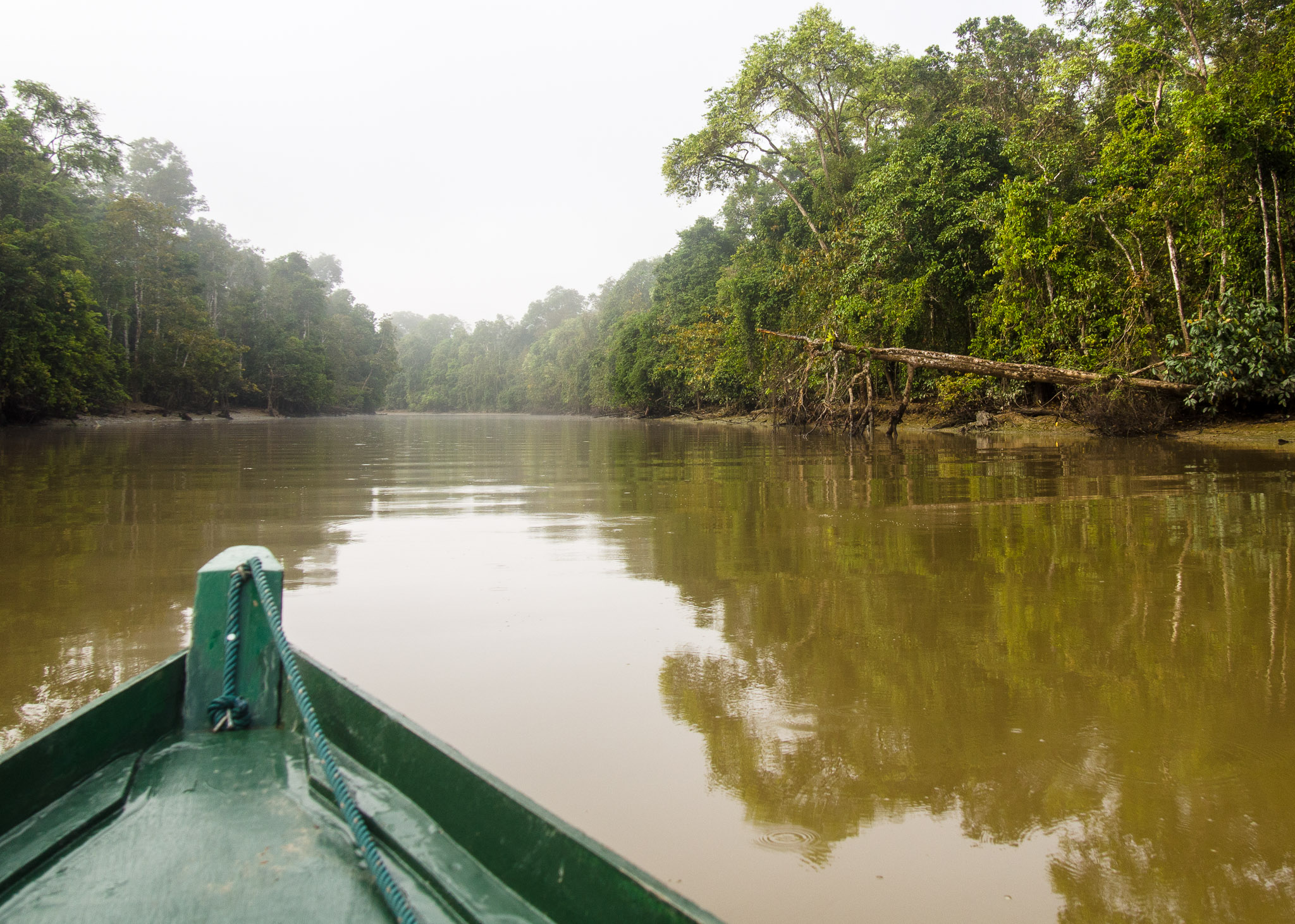
Река Кинабатанган

##### Реки
Крупнейший речной системой является Капуас (1143 км) в Западном Калимантане. Другие крупные реки — Махакам (980 км) в Восточном Калимантане, Барито (880 км) в Южном Калимантане, Большой Даяк (650 км), Раджанг (562,5 км) в штате Саравак, северо-запад Калимантана.

### Климат
На острове Калимантан преобладает экваториальный климат.
Среднегодовая температура около +26 °C. Количество выпадающих осадков 2000-3000 мм в год, в горах до 5000 мм и более.

## Деление

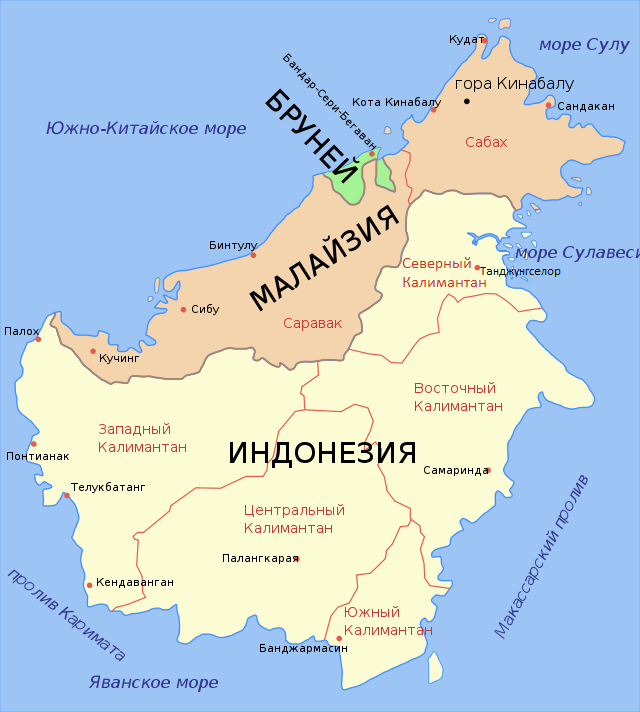
Политическое деление острова:
Индонезия
Малайзия
Бруней

### Политическое деление
Примерно 73 % острова (542 630 км²) принадлежит Индонезии, около 26 % — Малайзии и менее 1 % — Брунею. Протяжённость границы между Индонезией и Малайзией составляет 1782 км.

### Индонезия
Индонезийская часть Калимантана разделена на 5 провинций:
- Центральный Калимантан, столица — Паланкарая
- Восточный Калимантан, столица — Самаринда
- Южный Калимантан, столица — Банджармасин
- Западный Калимантан, столица — Понтианак
- Северный Калимантан, столица — Танджунгселор

### Малайзия
Часть Калимантана, принадлежащая Малайзии, разделена на 2 штата:
- Штат Сабах, адм. центр — Кота-Кинабалу
- Штат Саравак, адм. центр — Кучинг

## Природа

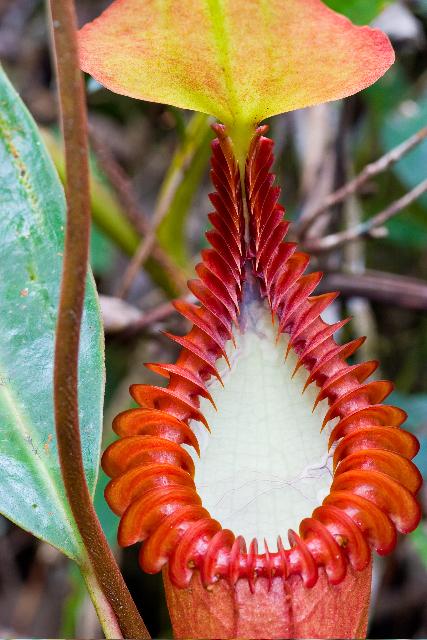
Непентес

На Калимантане много гор. По большей части они относительно низкие (1000—2000 м), но на северо-востоке, где и находится самая высокая точка на острове — гора Кинабалу (4095 м), горы намного выше.
Калимантан — остров с огромным количеством разнообразных видов растений и животных. Почти вся его территория занята густыми экваториальными лесами. Есть районы острова, которые почти не исследованы, и, возможно, там есть виды животных и растений, ещё не известные науке. За последнее время экспедиции, изучающие окрестность, открыли много ранее неизвестных видов.
Наиболее интересные виды растений — огромное количество орхидей, раффлезия Арнольда (растение с самыми крупными цветками в мире — более 100 см в ширину и весом более 12 кг), хищное растение непентес, питающееся насекомыми и даже мелкими птицами.
Среди млекопитающих типичны орангутаны, гиббоны, борнейские дымчатые леопарды, носороги, слоны, гигантские летучие лисицы. А носачи встречаются только на Калимантане.
Калимантан — рай для птиц. Это место с самым разнообразным набором видов птиц в мире — более 1500 видов. Водится огромное количество рептилий — много змей, в том числе королевская кобра (самая крупная ядовитая змея в мире — до 6 метров), малайский сетчатый питон (длиной до 10 м), а также много крокодилов и древесных лягушек.

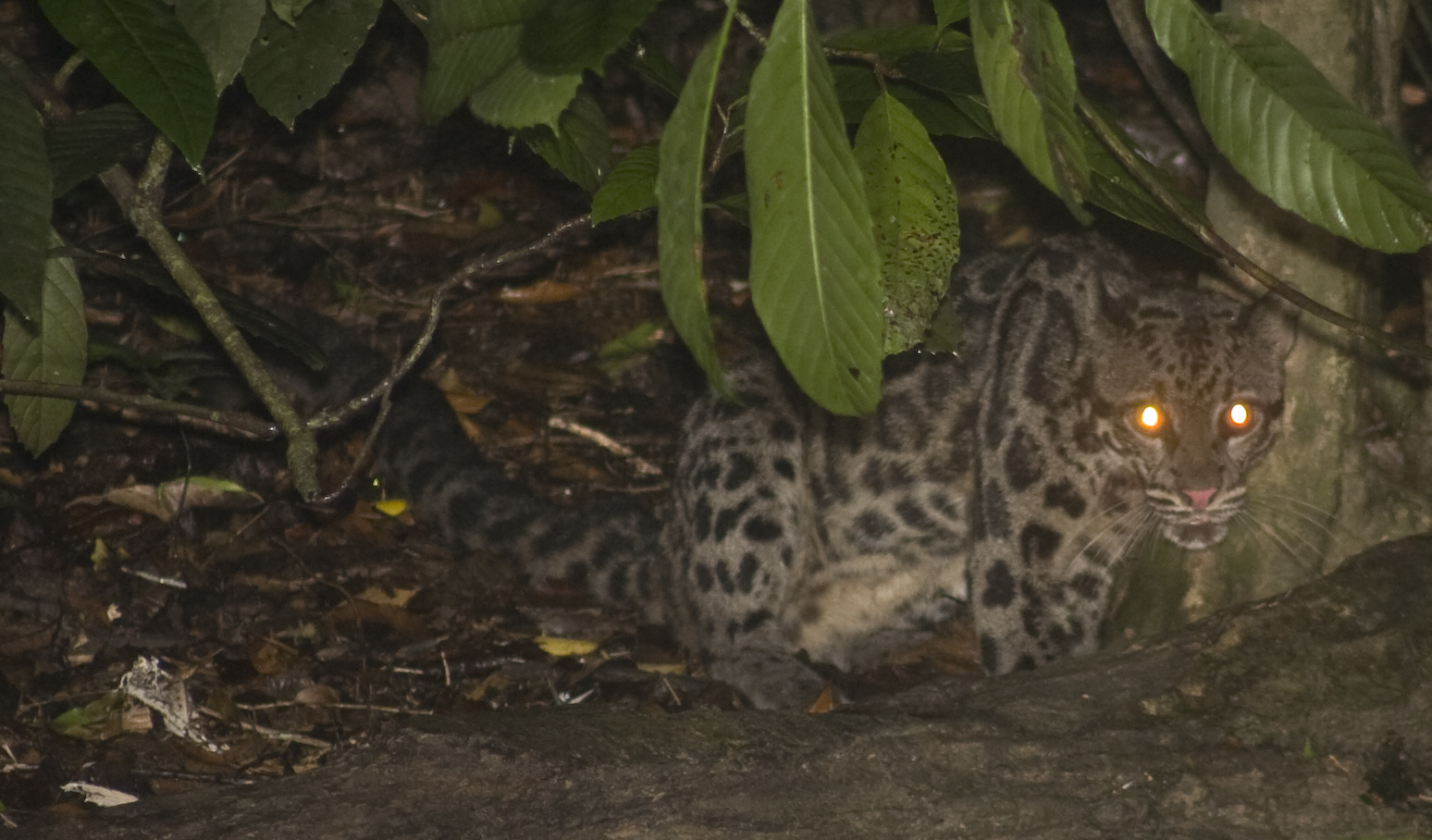
Калимантанский дымчатый леопард

### Леса Калимантана и эндемики
Лесам Калимантана 140 миллионов лет, они относятся к самым старым тропическим лесам в мире. В них произрастает 15 000 видов цветковых растений, 3000 видов деревьев, обитает 221 вид наземных млекопитающих и гнездится 420 видов птиц. На Калимантане водится около 440 видов пресноводных рыб. Лес Калимантана является одним из немногих оставшихся естественных мест обитания для многих эндемиков, в том числе для калимантанского орангутана, азиатского слона, суматранского носорога, калимантанского дымчатого леопарда и калимантанской циветы.
На Калимантане выделяют три лесных экорегиона:
- Борнейские горные дождевые леса (тропические леса, расположенные на высоте более 1000 метров)
- Борнейские равнинные дождевые леса (крупнейший экорегион острова)
- Борнейские торфяные заболоченные леса (низменные тропические леса)

## Население
На Калимантане проживает 21,26 млн жителей (на 2014 год), плотность населения — 26,3 чел./км².
Большинство населения проживает в прибрежных городах и ведёт натуральное хозяйство, хотя во внутренних районах острова есть небольшие города и деревни, расположенные вдоль рек. Так же, как и их предки тысячи лет назад, люди обосновались на реках, в плавающих домиках, которым не страшны наводнения.

### Народности
Жители Калимантана принадлежат к более чем 300 этническим группам, говорящим на разных языках.
Первые люди заселили Калимантан около 40 тыс. лет назад. Это были люди с типичными австралийско-меланезийскими особенностями, похожие на папуасов. Жители с похожими чертами ещё населяют остров, в основном в восточных и горных районах. Их количество сегодня составляет около 300 000 человек.
Большинство населения является даяками, общая численность — 3,7 млн человек.

### Религия
По религии около 51 % населения являются анимистами, то есть соблюдают местные традиционные верования, основанные на вере в духов предков, в идолов и других. Второй наиболее распространённой религией здесь является ислам — 24 %. Около 19 % — христиане.

## История
Ископаемый человек из пещеры Ниа имел рост 1,4 м, череп грацильный без лобного и затылочного рельефа, что вполне логично для пигмейских групп меланезоидов типа негрито. Скелеты из пре-неолитических слоёв пещеры Ниа (древнее 5 тыс. л. н) похожи на меланезийцев, скелеты из неолитических слоёв пещеры Ниа (2,5 тыс. л. н.) более монголоидны и могут быть предками даяков.
13 тысяч лет назад они расселились на Малаккский полуостров. Прямые потомки этих людей — негрито, которые до сих пор живут в Малайзии.
8 тысяч лет назад негрито расселились на север в Восточную Азию и Тайвань. На материке при избытке ресурсов естественный отбор обеспечивал выживание рослых и сильных, а на островах — невысоких, которые могли обходиться меньшим количеством еды. 3-5 тысяч лет назад полинезийцы из Восточной Азии — стали расселяться на острова и оттеснять негрито в горы. Потомки полинезийцев — дусуны, муруты и даяки — сегодня населяют внутренние части Калимантана и отдалённых островов Индонезии, а также остров Новая Гвинея почти целиком, а негрито почти не сохранились. И полинезийцы, и негрито считаются коренным населением — протомалайцами.
Примерно в III веке до нашей эры на территории южного Китая произошла встреча монголоидов, постепенно расселявшихся с северо-запада Азии, и местных народов, пришедших с юга. Смешанный монголо-полинезийский народ постепенно, мигрируя на юг, заселил полуостровную Малайзию и сейчас называется дейтеромалайцы. Дейтеромалайцы обосновались также на побережье Калимантана, а внутренние области занимали протомалайские этносы. И тех и других, несмотря на огромную этническую разницу сегодня часто называют коренными жителями Малайзии.
Первым известным раннегосударственным образованием на территории Калимантана стало царство Мулавармана, возникшие в 1-й половине V века. Свидетельствами этого царства являются надписи на жертвенных столбах Мулавармана, дошедшие до наших дней. Помимо надписей этого царя никаких других эпиграфических данных по истории Калимантана I тысячелетия нашей эры не сохранилось.
В XV веке остров стал зависимым от индонезийской империи Маджапахит. Джунгджунг Буи, правительница индуистского государства Негара-Дипа, располагавшегося на Калимантане, вышла замуж за яванского принца Сурияната, и они управляли царством совместно. Царство это с 1365 года находилось в даннической зависимости от империи Маджапахит, будучи таким образом частью Нусантары — собирательного названия индонезийских земель. Когда принц Негара-Дипы Самудра (Суриансия) обратился в ислам, образовав мусульманское княжество Банджар, туда также вошла и большая часть земель индуистского царства Негара-Даха.
Северный Калимантан с XV по XVII век входил в состав переживавшего расцвет султаната Бруней. В 1703 году (по другим источникам в 1658 году) большая часть севера острова была передана султанату Сулу, расположенному на южных Филиппинах, после того как последний оказал султану Брунея военную помощь против восстания в Брунее.

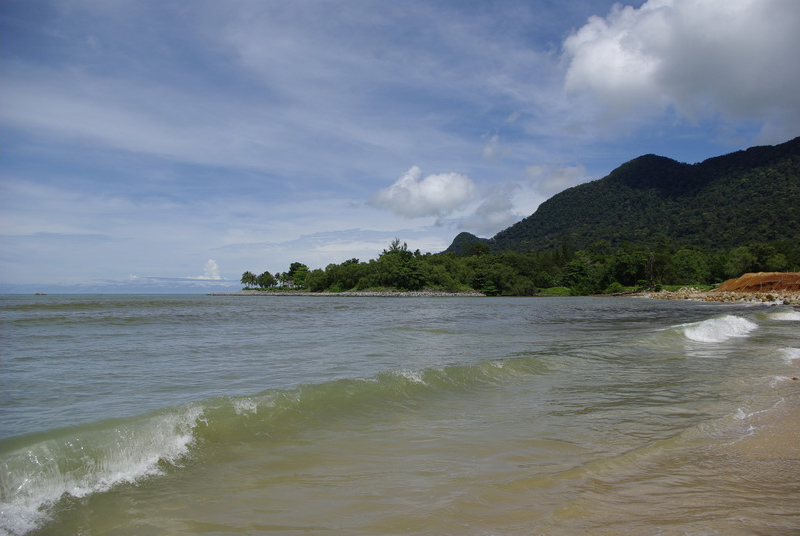
Пляжи Калимантана

В 1780 году король Бантана уступил голландцам часть своих владений, и они окончательно обосновались в 1823 году в Понтианаке и завладели всем юго-востоком Калимантана. Англичане же после нескольких бесплодных попыток, начиная с 1712 (по другим данным с 1609) года, закрепились в 1770-х годах на северо-востоке острова. В 1846 году англичане из-за конфликта с королём северного Калимантана атаковали его столицу, город Борнео. После этого король был вынужден уступить британцам остров Лабуан, Борнеоскую бухту и значительную часть территории своего королевства.
В 1857 году султан Сулу Джамалуль Ахлам Кирам (1863—1881), сдал Северный Калимантан в аренду Британской компании Северного Борнео. Эта часть острова сейчас входит в состав Малайзии и известна как Сабах. Внутренние территории острова были населены туземцами. В XIX веке прибрежные территории, ещё остававшиеся под контролем Брунея, постепенно перешли под контроль династии, основанной Джеймсом Бруком. Сейчас это малайская провинция Саравак.

## Языки
Калимантанские языки — объединение 11 ветвей австронезийских языков, распространённых на острове Калимантан.

## Ресурсы
На острове богатые месторождения нефти, добыча которой формирует основу экономики Брунея и является одной из основополагающих статей экономики Индонезии. Помимо этого на острове ведётся добыча алмазов. Остров находится во влажном экваториальном поясе и густо покрыт джунглями. Однако заготовка дров резко уменьшает запасы древесины. Джунгли также страдают от лесных пожаров в засушливые периоды, особенно сильные пожары были в 1997—1998 гг., что могло привести к экологической катастрофе.

## Образ острова в культуре
- Томас Майн Рид «В дебрях острова Борнео», (1870). Повесть рассказывает, как шестеро американцев оказываются выброшены на остров Борнео. Чтобы добраться до поселения белых людей им надо пересечь весь остров с востока на запад.
- Эмилио Сальгари «В дебрях Борнео» (1907). Роман описывает борьбу пиратской вольницы островов Малайского архипелага с британскими колонизаторами и их союзниками — даяками. В центре романа отважный пират Сандокан и его друзья.
- Советская рок-группа «Лотос» (Москва, СССР) в 1986 году записала песню «Остров Борнео», которая вышла на сборнике «Рок-Панорама» (диск 1) в 1987 году[19].
- В романе Ильфа и Петрова «Золотой телёнок» Остап Бендер в шутку назвал Паниковского «губернатором острова Борнео».

## Достопримечательности

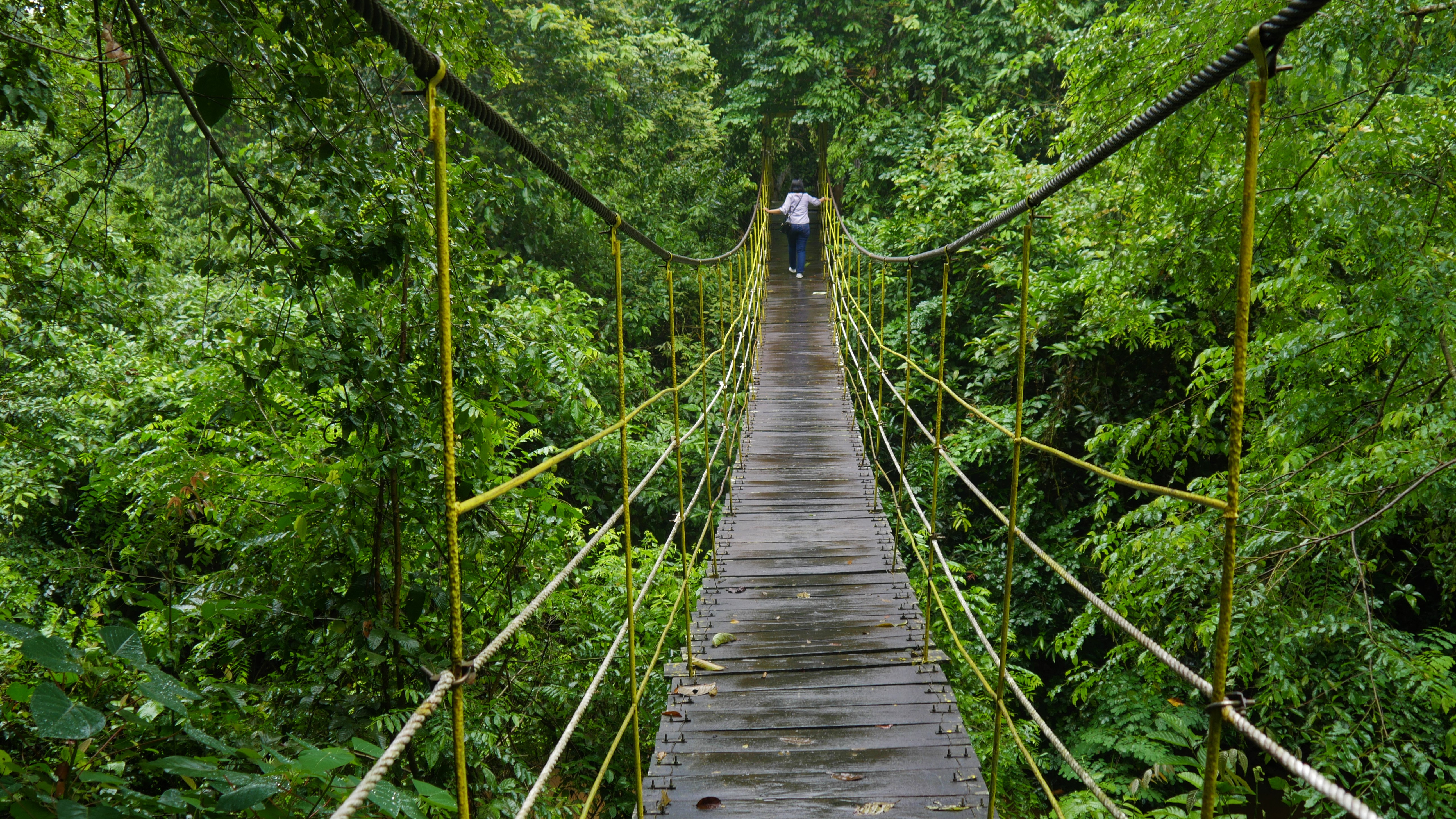
Подвесная тропа в национальном парке Кутай

- Национальный парк Каян-Ментаранг. Его площадь — 13,6 тысячи км². В нём водятся редчайшие виды животных, в том числе малайский гомрай — одна из самых крупных птиц-носорогов, уникальные виды приматов — носач и очковый тонкотел. Также там обитают леопард, яванский панголин, мраморная кошка и многие другие животные.
- Национальный парк Бетунг Керихун занимает территорию 8,0 тыс. км². Находится в центральной части острова у истоков реки Капуас. Здесь обитают 300 видов птиц (25 из которых являются эндемиками Борнео), 162 вида рыб и 54 вида млекопитающих (в том числе редкий Гололобый лангур).
- Национальный парк Кинабалу, включённый в список Всемирного наследия ЮНЕСКО, находится на севере острова. В этом парке сохранилось редкое хищное растение — непентес Раджа.